# Den tyske forårsoffensiv 1918
Den tyske forårsoffensiv betegner den offensiv, som tyskerne under 1. verdenskrig til ententens store overraskelse indledte i foråret 1918. Offensiven fik brudt den fastlåsning, som skyttegravskrigen havde været præget af i snart fire år. Tyskerne nåede flere hundrede kilometer ind i Frankrig, før deres fremrykning endeligt blev stoppet.

## Forudsætning for offensiven
Indtil 1917 havde Tyskland været involveret i en to-fronts-krig mellem Storbritannien, Frankrig og Belgien i vest og Rusland og Rumænien i øst. Men i slutningen af 1917 blev Rusland rystet af en række interne revolutioner, der til sidst udmøntede sig i en kommunistisk magtovertagelse og oprettelsen af Sovjetunionen. Den nye leder, Lenin, følte sig nødsaget til at søge fred med Tyskland for at kunne konsolidere sig i det stadig borgerkrigshærgede land.
Ved Brest-Litovsk-freden i 1918 udtrådte Rusland af 1. verdenskrig. Prisen var store landafgivelser til Tyskland, der dermed frem til 1. verdenskrigs afslutning kontrollerede det meste af østeuropa.
Fredsslutningen i øst gav pludselig det krigstrætte Tyskland tiltrængte forstærkninger på Vestfronten.
Da det efterhånden stod klart for alle i Tyskland, at den fastlåste situation ved Vestfronten uafværgeligt ville føre til tysk nederlag, nu da USA også var indtrådt på Ententens side, besluttede man at sætte alt ind på en afgørelse.

## Start på offensiven
Den 21. marts 1918 påbegyndtes offensiven med navnet Operation Michael, og over en bred front på 80 kilometer var det med det samme muligt at bryde igennem det problematiske forsvarsområde lige mellem de franske og britiske styrker. Med hjælp fra de fra den tidligere østfront tilstødende regimenter lykkedes det allerede på førstedagen at støde 65 kilometer ind i Frankrig.
Angrebet kom som en total overraskelse for de franske og britiske styrker, der slet ikke havde regnet med, at tyskerne havde kræfter, materiel og soldater nok til at gennemføre en så voldsom offensiv, og meget af den første succes skal derfor tilskrives overraskelsesmomentet.

## Offensiven skrider frem, men det endelige mål forpasses
Den samlede Operation Michael skulle bestå af fire selvstændige offensiver. Allerede ved den anden offensiv, forsøget på at tvinge englænderne længere ud mod kanalen, viste det sig, at operationen ville blive særdeles svær at fuldføre. Englænderne havde hurtigt omstillet sig til tyskernes nye taktik og svarede igen med et fleksibelt forsvar. Man lod nu tyskerne støde frem, hvor det var ufarligt for ententen, men gav dem hård modstand, hvor det var vigtigt. Selvom tyskerne altså endnu engang kunne vinde mange kilometer, denne gang hele 90 kilometer, begyndte det at blive svært at opretholde momentum i offensiven.
Tyskerne havde meget svært ved at få forsyningerne frem, hærdele blev for adskilt til at kunne arbejde ordentligt sammen, og den tyske general Ludendorff brugte for mange tropper på at bekæmpe forsvarslommer bag den tyske fremrykning i stedet for at konsolidere og samle offensiven. Dette betød, at offensiven efter fire måneders fremgang kørte helt fast, og da tyskerne på ingen måde ville være i stand til at modstå et modangreb på den meget spredte og uorganiserede tyske forsvarslinje, måtte man til mange tyskeres store forfærdelse trække sig flere hundrede kilometer tilbage.
Ludendorff beskyldtes senere hen af militærstrateger for ganske enkelt at have glemt offensivens egentlige mål, at nå så langt frem i Frankrig på en forholdsvis ordnet og organiseret måde, at man ville kunne tvinge Frankrig til fred, eller sågar skubbe englænderne i kanalen.
Spørgsmålet er dog snarere, om offensiven på trods af dens begyndersucces overhovedet nogensinde havde haft muligheder for at ændre på krigens gang.

## Konsekvenser af forårsoffensiven
Forårsoffensiven var tyskernes allersidste skud i bøssen. Den sidste chance for at ændre krigens gang, men det mislykkedes. Da først amerikanerne i løbet af 1918 begyndte at deltage i kamphandlingerne, stod det klart, at det tyske militære nederlag nu var uafværgeligt.
Den tyske hær var efter den sidste kraftanstrengelse nu så svækket, at generalerne så sig berøvet enhver mulighed for initiativ. Fra august 1918 kunne Tyskland udelukkende forsvare sig.
Maas-Argonnen-Offensiven september 1918 med mange deltagende amerikanske soldater skulle komme til at være begyndelsen til enden for kamphandlingerne på vestfronten.